# Lasiurus ega
Lasiurus ega é uma espécie de morcego da família Vespertilionidae. Pode ser encontrada na América Central e do Sul.

## Descrição
É um morcego de pequeno porte. Possui pelo amarelo. Geralmente, as fêmeas são maiores do que os machos. O comprimento do antebraço feminino é em média 4% (1,83 mm) maior do que o masculino.

## Alcance e habitat
A espécie pode ser encontrada desde o sudoeste dos Estados Unidos ao norte da Argentina e Uruguai, com o registro mais austral sendo a província de Buenos Aires, na Argentina. Habitam áreas arborizadas, como florestas, folhagens e palmeiras. Ocasionalmente, ocupam outros locais que se assemelham a grandes folhas mortas, como talos de milho secos e telhados de palha. Esta espécie empoleira-se em árvores e vegetação. No Texas, seus locais preferidos de dormitório são as "saias" das folhas das palmeiras silvestres e ornamentais. As palmeiras também são o lar de insetos, que os morcegos comem.

## Comportamento

### Reprodução
Lasiurus ega copula antes do final da hibernação, mas a fêmea retarda sua ovulação e armazena o esperma por 6 meses, fertilizando-o posteriormente. Todos os órgãos reprodutivos involuem após o acasalamento em julho (início do inverno) e permaneceram inativos até abril seguinte (outono). A gestação dura entre três meses e três meses e meio.

### Migração
É capaz de voar longe no mar e migra sazonalmente para o sul. No hemisfério norte, os machos tornam-se escassos entre abril e junho, enquanto as fêmeas estão presentes o ano todo, sugerindo uma estratégia migratória. Apresenta tendência a migrar em direção ao Equador, conforme descrito para outras espécies do gênero. Também migram ao longo da costa, tomando atalhos sobre a água. Muitos morcegos migrantes norte-americanos podem ser encontrados a uma distância de vários quilômetros de seu destino normal durante as migrações de outono e primavera, provavelmente por causa do vento. Os registros indicam ainda a ocorrência de movimentos no final do verão e início do outono, corroborando a teoria de que pelo menos alguns animais migram para evitar o frio.